# Malinecká lípa
Malinecká lípa je památný strom u vsi Malinec nedaleko Měčína. Přibližně dvěstěpadesátiletá lípa malolistá (Tilia cordata) roste u čp. 27 na jižním okraji vsi v nadmořské výšce 460 m. Obvod jejího kmene je 460 cm a koruna dosahuje do výšky 19 m (měření 1986). Lípa je chráněna od roku 1987 pro svůj vzrůst a věk.